# OHE DL 7
Die OHE DL 7 war eine vierachsige Diesellokomotive der Lokomotivfabrik Jung. Sie wurde als einziges Exemplar mit der Typbezeichnung Jung RC 70 BB 1972 für die Osthavelländische Eisenbahn AG gebaut und war für den schweren Rangier- und Güterzugdienst vorgesehen.
Die Lokomotive war die letzte sowie die einzige mit Drehgestellen produzierte Diesellokomotive von Jung und bis 2003 im Einsatz.

## Geschichte
Die OHE DL 7 ist eine Lokomotive der fünften Nachkriegsgeneration von Jung-Lokomotiven, die aus insgesamt vier Typen bestand. Die Herstellerbezeichnung RC 70 BB leitete sich ab aus RC = Lokomotiven der Gattung RC, 70 = ungefähr 1/10 der Motorleistung in PS und BB = Achsfolge. Diese Bezeichnung war bei der DL 7 nicht korrekt, da sie einen stärken Antriebsmotor mit fast 1000 PS erhalten hatte.
Mit der Lokomotive wollte die Lokfabrik Jung in Aufgabenbereiche der DB-Baureihe V 100 vorstoßen, sie war als möglicher Nachfolger der DB-Baureihe V 60 oder als sparsamere Version der DB-Baureihe V 90 gedacht.
Wie die andern Lokomotiven der fünften Generation hatte die DL 7 einen Gelenkwellenantrieb und eine Achsfederung mit Megi-Federung, optional war auch die Ausrüstung der Lokomotiven mit einem Strömungswendegetriebe vorgesehen. Die RC 70 BB wurde im Herstellerkatalog in den Leistungsbereichen von 700 bis 1200 PS sowie als Schmalspurlokomotive und ferner mit dieselelektrischem Antrieb angeboten.
Letztendlich war die Konkurrenz von anderen Herstellern zu groß, sodass es nur zu einer gefertigten Lokomotive kam.

## Technik
Die Lokomotive hatte einen Mittelführerstand und einen Brückenrahmen für den Drehgestell-Antrieb. Die Vorbauten waren unterschiedlich groß und die Rahmenkonstruktion in einheitlicher Stärke ausgeführt.
Sie war mit einem Zwölfzylinder-Viertakt-Dieselmotor von MTU Friedrichshafen (MTU) mit der Bezeichnung 12V362 ausgestattet, der bei einer Drehzahl von 1600 Umdrehungen/Minute eine Leistung von 980 PS abgeben konnte. Der dieselhydraulischen Antrieb stammte von Voith.
Die Zutritte für das Führerhaus und die Rangiertritte sind in der breiten Rahmenkonstruktion integriert. Die Rahmenfarbe war orange, restliche Vorbauten und Führerstand waren mit einer Leuchtlackfarbe mit Metallic-Effekt ausgeführt.

## Einsatz
Die Lokomotive wurde 1972 von der Osthavelländische Eisenbahn erworben und wurde bis 2003 im schweren Güterzugdienst eingesetzt. Nach der Abstellung in diesem Jahr wurde sie nach Italien verkauft. Der Verbleib der Lokomotive dort ist nicht bekannt.